# 鄭板橋 (電視劇)
《鄭板橋》，前名《難得糊塗》（英語：Doomed To Oblivion），香港電視廣播有限公司清裝劇集，由王喜、黎姿、陳松伶及麥長青領銜主演，早於2001年下旬拍攝，2002年4月15日海外推出。直到2005年3月28日至4月22日才於無綫電視收費頻道tvbE首播，及於2007年1月5日至1月24日期間凌晨時段在翡翠台首播。劇集內容主要講述清朝著名畫家鄭燮的一生。此劇2006年在台灣首播時，成功創下TVBS-G台八點檔收視紀錄。

## 演員表

### 主要演員
- 王　喜 飾 鄭板橋
- 黎　姿 飾 王一姐
- 陳松伶 飾 徐春香
- 麥長青 飾 黃　慎

### 其他演員
- 莫家堯 飾 金　農
- 林韋辰 飾 蔣南沙
- 胡杏兒 飾 饒五妹
- 曾偉權 飾 雍　正
- 曹永廉 飾
- 秦　沛 飾 康　熙
- 盧海鵬 飾 鄭之本
- 朱健鈞 飾 鄭　墨
- 康　華 飾 納蘭芳
- 郭耀明 飾 周士俊
- 張松枝 飾 胤　禵
- 姚紹忠 飾 （童年）
- 河國榮 飾 朗世寧
- 張英才 飾 太醫
- 劉  江 飾 鄂爾泰
- 廖啟智 飾 趙高明
- 敖嘉年 飾 羅聘
- 谷峰   飾 邱大富

## 外部連結
- 無綫電視官方網頁 - 翡翠首映‧鄭板橋
- 無綫電視官方網頁(TVBI) - 鄭板橋 （页面存档备份，存于）
- TVBS官方網頁 - 難得糊塗 （页面存档备份，存于）

## 作品的變遷
| 上一套: 點指賊賊賊捉賊 －2007年1月4日 | 翡翠台深夜重播劇集時段（2007） 鄭板橋 2007年1月5日－2007年1月24日 03:15-05:00 | 翡翠台深夜重播劇集時段（2007） 鄭板橋 2007年1月5日－2007年1月24日 03:15-05:00 | 下一套: 蕭十一郎 2007年1月25日－ |